# St. Jakob (Langquaid)

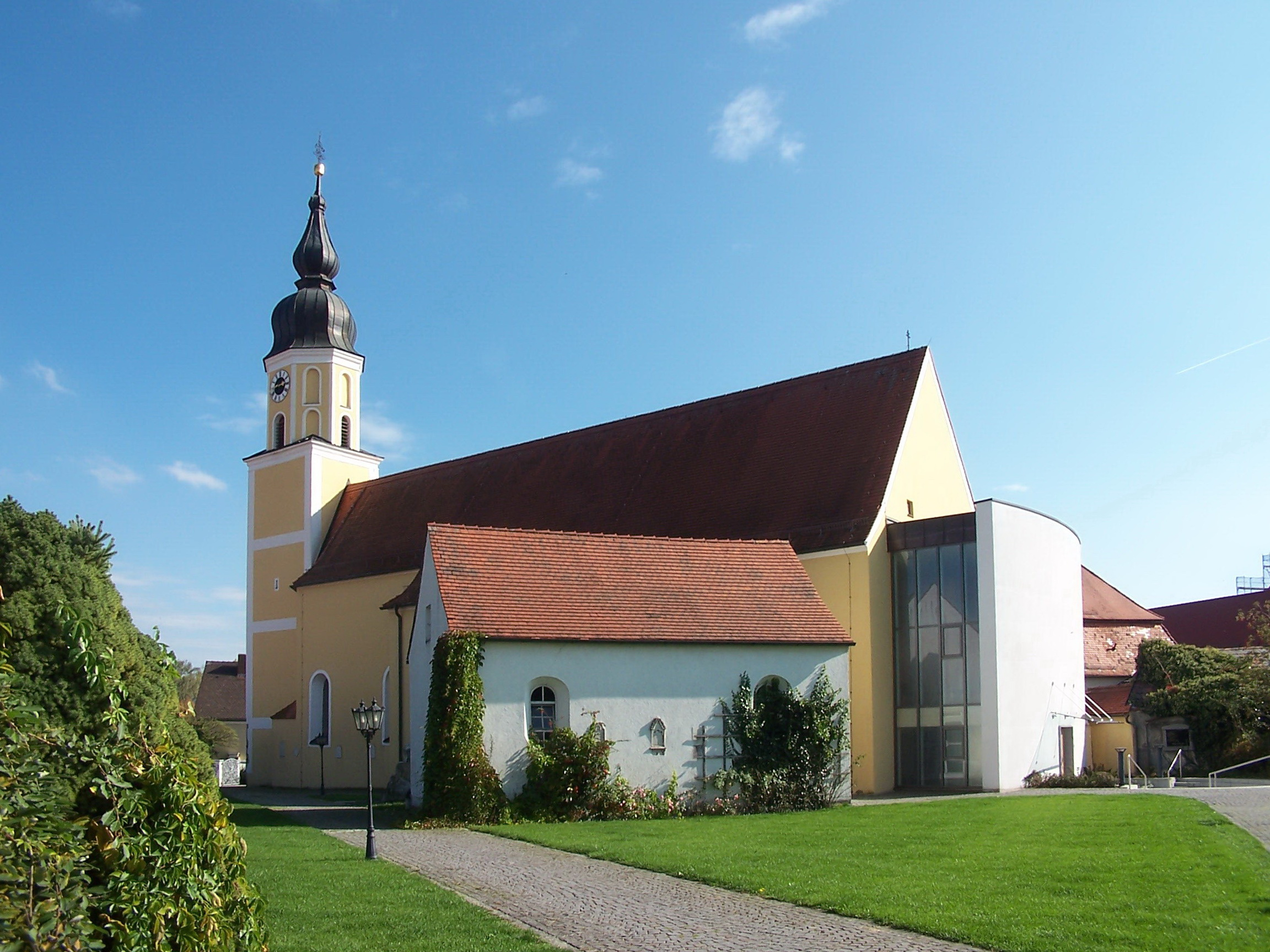
Außenansicht der Pfarrkirche St. Jakob mit modernem Anbau von Nordwesten, im Vordergrund die Seelenkapelle

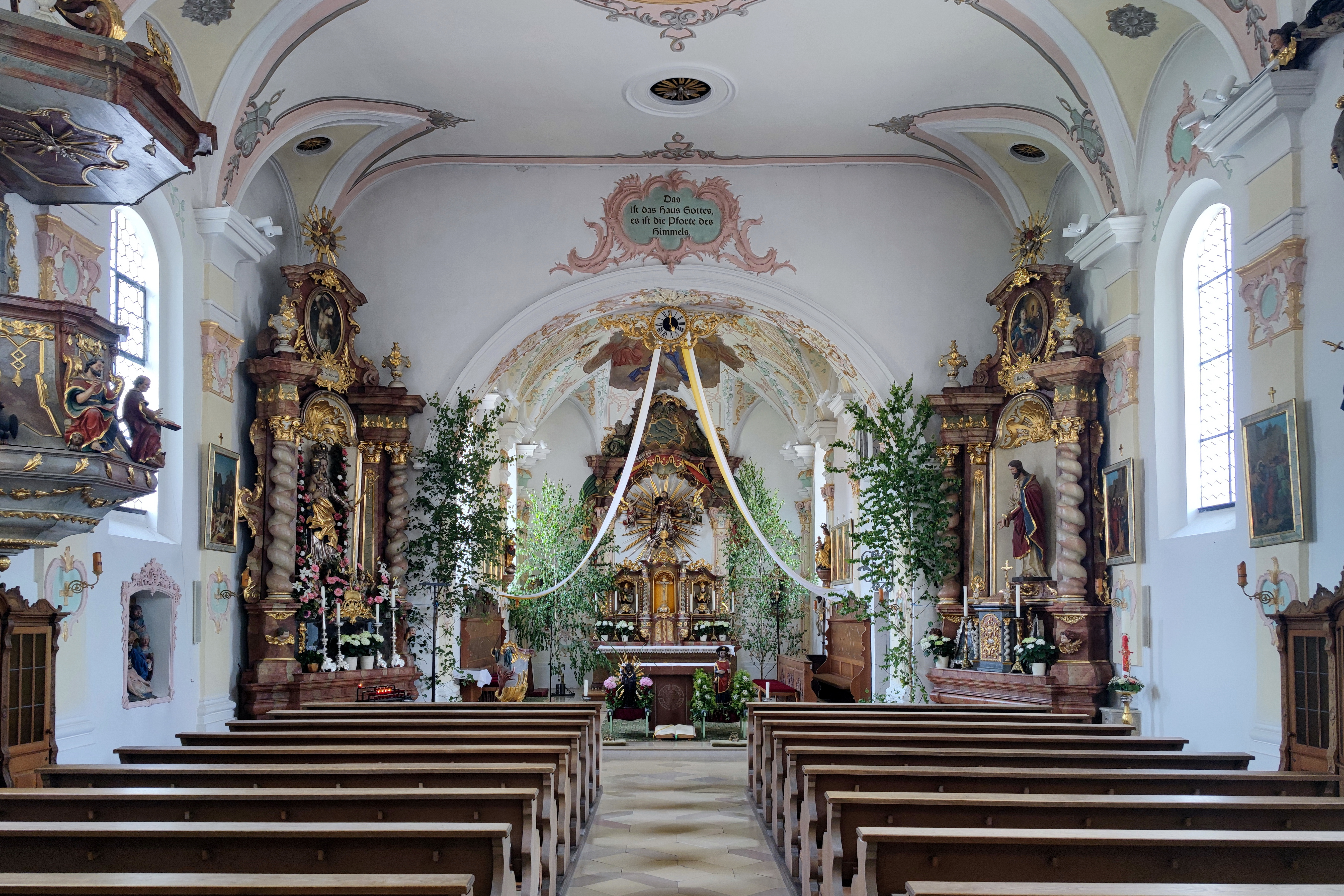
Innenansicht

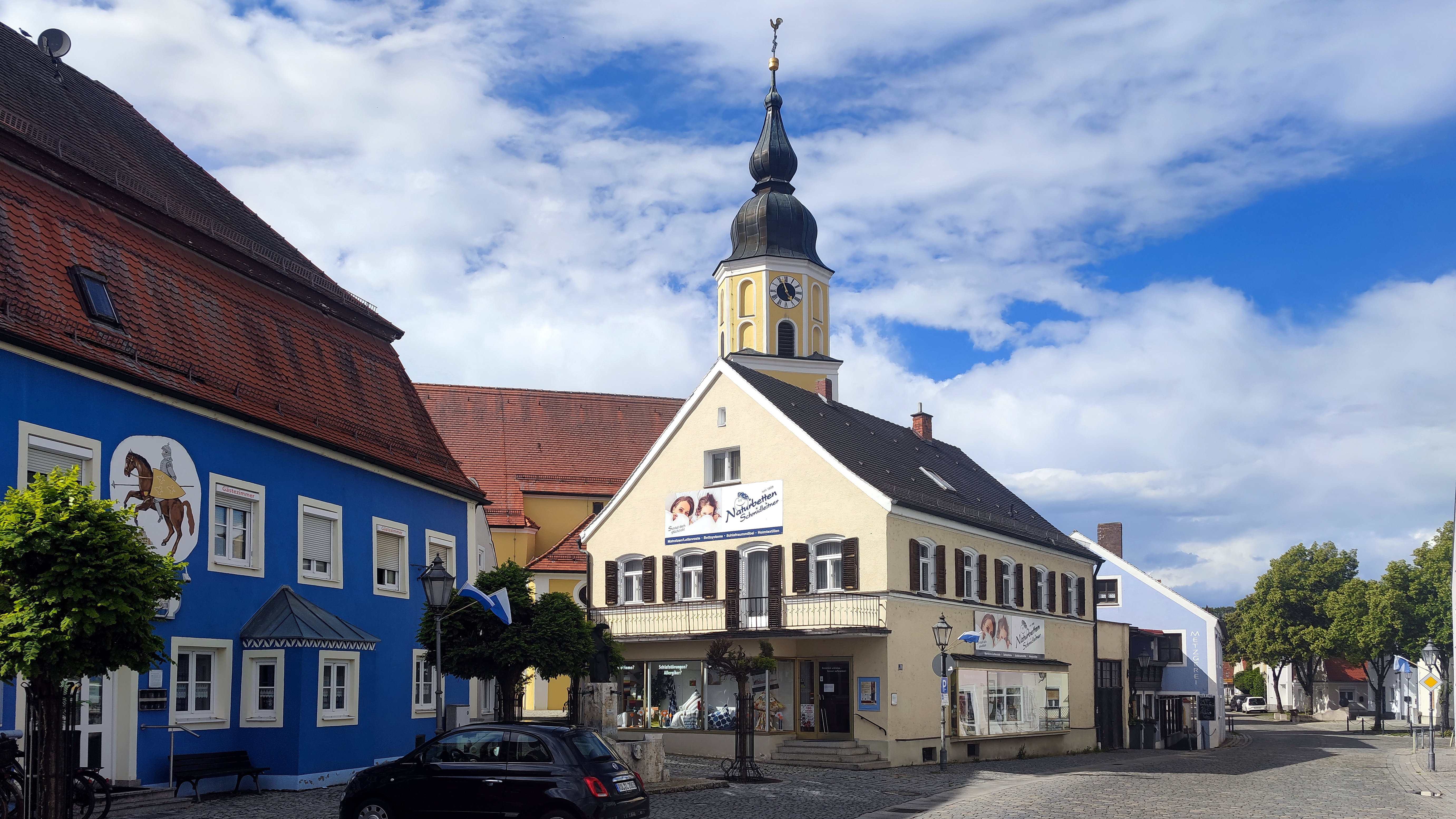
Blick über den Marktplatz von Langquaid zur Pfarrkirche St. Jakob

Die römisch-katholische Pfarrkirche St. Jakob in Langquaid im Landkreis Kelheim in Niederbayern ist ein im Kern spätromanischer Kirchenbau aus dem 13. Jahrhundert, der im Laufe der Jahrhunderte einige Veränderungen erfuhr. Das Gotteshaus am historischen Marktplatz von Langquaid ist dem heiligen Jakobus dem Älteren (Gedenktag: 25. Juli) geweiht.

## Geschichte

### Pfarrgeschichte

#### Langquaid als Filiale der Pfarrei Sandsbach
Die Pfarrei Langquaid ist noch vergleichsweise jung; sie wurde erst in der Mitte des 19. Jahrhunderts eingerichtet. Zuvor gehörte der Markt im Tal der Großen Laber kirchlich zur Pfarrei Sandsbach, einer seit dem 9. Jahrhundert bestehenden Urpfarrei. Erstmals erwähnt wurde diese Zugehörigkeit in einer Schenkungsurkunde aus dem Jahr 1037. Damals vermachte Graf Eberhard II. von Ebersberg die Pfarrei Sandsbach einschließlich der Filiale „Langwaida“ (das heutige Langquaid) dem neu gegründeten Benediktinerinnenkloster Geisenfeld. Bis zur Säkularisation im Jahr 1803 waren sowohl die Pfarrei Sandsbach als auch die Filiale Langquaid dem Kloster Geisenfeld inkorporiert. Die meisten Bewohner waren im Hochmittelalter freie Bauern, die dem Landgericht Abbach und später dem Landgericht Kelheim unterstellt waren.
Nachdem Langquaid um 1280 zum Markt erhoben worden war, stieg die Einwohnerzahl deutlich, aber es fanden dort weiterhin keine regelmäßigen Gottesdienste statt. Diesen Zustand beschrieb Pfarrer Heinrich Stadler in seiner Chronik von Langquaid und Umgebung im Jahr 1908 folgendermaßen: „Von der Pfarr aus wurde an jedem dritten Sonntag Gottesdienst vom Cooperator abgehalten, der aber wegen Verrichtungen in der Pfarrkirche oder auf den Filialen Adlhausen und Laaber manchmal erst nach 6 oder 7 Wochen stattfand.“ Obwohl Langquaid mehr als den dritten Teil der Seelen der ganzen Pfarrei gehabt habe, sei es von den Pfarrherren in Sandsbach stets „stiefmütterlich in Abhaltung der Gottesdienste und Besorgung des Seelenheils bedacht“ worden.

#### Das Huber'sche Benefizium (1412)
Dies änderte sich erst mit der Stiftung eines Benefiziums durch Konrad Hueber, Propsteirichter zu Sandsbach, im Jahr 1412. Ab diesem Zeitpunkt war mit dem Benefiziaten erstmals ein Seelsorger in Langquaid ansässig, für den Ecke Kelheimer und Leierndorfer Straße ein Benefiziatenhaus errichtet wurde. Bemerkenswert ist, dass der Stifter völlige Eigenständigkeit für sein Benefizium wünschte und somit keine Einmischung des Sandsbacher Pfarrers vorgesehen war. Der Benefiziat durfte nun an Sonntagen, an denen von der Pfarrei aus kein Gottesdienst in Langquaid gehalten wurde, die Frühmesse feiern. Die Langquaider Filialkirche konnte aber bei nur einem Gottesdienst gar nicht alle Gläubigen fassen, da es laut einer Diözesanmatrikel im Jahr 1666 in Langquaid bereits 1050 Katholiken gab, die zum Empfang der heiligen Kommunion berechtigt waren. Viele Gläubige mussten deshalb trotz des Frühmessbenefiziums zur Erfüllung des Sonntagsgebots den Gottesdienst in Sandsbach besuchen. Dies führte zur Unzufriedenheit bei der Bevölkerung und zu Meinungsverschiedenheiten zwischen Benefiziat und Pfarrer.

#### Vertrag von 1673
Dieser unbefriedigende Zustand hielt an, bis am 31. Mai 1673 in einem Vertrag die Beziehung zwischen dem Benefiziaten von Langquaid und dem Pfarrherrn von Sandsbach genauer geregelt wurde. In 24 Punkten wurde darin die Abhaltung von Messen im Laufe eines Jahres in der Filialkirche Langquaid, die Sakramentenspende sowie die Bezahlung des Langquaider Benefiziaten, des Sandsbacher Pfarrers, des Mesners und des Schullehrers geregelt. Allerdings war in dem Vertrag an Sonn- und Feiertagen weiterhin nur eine Frühmesse in Langquaid vorgesehen. Die Abhaltung von Taufen und Hochzeiten war ausschließlich der Pfarrgeistlichkeit von Sandsbach vorbehalten. Außerdem mussten von den Pfarrangehörigen von nun an höhere Abgaben für die Vergütung der Geistlichen entrichten. Der Unzufriedenheit und dem Streit zwischen der Filiale Langquaid und der Pfarrei Sandsbach konnte auf diese Weise kein Ende gesetzt werden.

#### Das Wimmer'sche Benefizium (1719)
So stiftete im Jahr 1719 Rosina Wimmer, Witwe des Brauereibesitzers Carl Sigmund Wimmer, ein zweites Benefizium. Für den zweiten Benefiziaten wurde ein Haus an der Stelle des heutigen Pfarrhofs erworben. Die Stiftung umfasste zusätzliche Messen an Werktagen sowie einen zweiten Gottesdienst an Sonn- und Feiertagen, außerdem die Begleitung der alljährlichen Wallfahrten nach Bettbrunn und Mallersdorf. Außerdem war wiederum eine völlige Unabhängigkeit des Benefiziaten von der Pfarrei Sandsbach vorgesehen. Trotzdem sollten die pfarrlichen Rechte unangetastet bleiben. Somit durften Seelsorgehandlungen wie Taufen, Hochzeiten oder Versehgänge (Provisur) auch weiterhin nur von der Pfarrgeistlichkeit aus Sandsbach vorgenommen werden. Das Wimmer'sche Benefizium ist seit 1965 nicht mehr besetzt; die Provisur ist dem jeweiligen Pfarrer von Langquaid übertragen.

#### Erhebung zur Pfarrei im 19. Jahrhundert
Mit der Säkularisation 1803 endete die Verbindung der Pfarrei Sandsbach und deren Filiale Langquaid zu dem nunmehr aufgelösten Kloster Geisenfeld. Als dann im Jahr 1808 der Pfarrer von Sandsbach, Dechant Michael Haimerl, starb, versuchten die Bürger von Langquaid und ebenso die Bewohner von Adlhausen, die Errichtung einer jeweils eigenen Pfarrei durchzusetzen. Am 15. Mai 1808 wurde dieses Bestreben mit der Begründung abgelehnt, „dass für den Markt Langquaid bey einer Bevölkerung von 508 Seelen und bey seiner Lage gegen Sandsbach die Errichtung einer eigenen Pfarrey kein dringendes Bedürfnis ist“.
Der Nachfolger Haimerls für die kommenden 31 Jahre war Pfarrer Lorenz Sick, der allerdings auf Langquaid nie gut zu sprechen war. Als dieser im Jahr 1849 verstarb, fassten die Bewohner Langquaids neue Hoffnung in Bezug auf die Errichtung einer selbstständigen Pfarrei. In der Ausschreibung der frei gewordenen Pfarrstelle war nämlich bereits vermerkt, dass der Bewerber damit zu rechnen habe, dass Langquaid demnächst aus der Pfarrei herausgelöst werde. In den Jahren 1850 bis 1852 verhandelten sich also die Langquaider unter Führung ihres Bürgermeisters Jakob Mallia mit der königlichen Regierung in München und dem bischöflichen Ordinariat in Regensburg über die Erhebung zur Pfarrei. Im Jahr 1852 schienen die Plänen bereits so gut wie aufgegeben, als die Langquaider den Pfarrkuraten Georg Michael Schmid von Paring, der von 1839 bis 1844 selbst Benefiziat in Langquaid war, und den Landrichter Max Schütz von Rottenburg für sich gewinnen konnten. Mit dieser neuen Fürsprache zeigte sich endlich auch der Regensburger Bischof Valentin Riedel aufgeschlossen und nahm sich persönlich der Sache an.
Er erwirkte bei König Maximilian II. von Bayern am 16. Juli 1854 einen Erlass, in dem die Gründung einer Pfarrei in Langquaid angeordnet wurde. Am 17. August 1854 wurde die offizielle Auspfarrung Langquaids vorgenommen. Das Huber'sche Benefizium ging mit sämtlichen Besitzungen in die neue Pfarrei über. Die beiden Benefiziatenhäuser wurden getauscht, sodass sich der Pfarrhof nunmehr unmittelbar neben der Kirche befindet. Die Amtseinführung des ersten Pfarrers von Langquaid erfolgte erst am 21. Oktober 1855, nachdem alle benötigten Gebäude fertiggestellt waren. Erster Pfarrer wurde Joseph Fritz, der bereits seit 1844 Benefiziat auf dem Huber'schen Benefizium war und sich dabei sehr für die Erhebung Langquaids zur Pfarrei eingesetzt hatte. Eine Gedenktafel zu seinen Ehren befindet sich rechts neben der Sakristeitüre.

#### Geschichte der Pfarrei Langquaid (seit 1854)
Dass die Langquaider die Vorzüge einer eigenen Pfarrei sehr zu schätzen wussten, berichtete Pfarrer Joseph Fritz 1860 in seiner Pfarrbeschreibung: „An den Sonn- und Feiertagen wird bei großer Teilnahme das Wort Gottes verkündet. Bei der Frühmesse ist der Besuch überaus groß, weil auch viele aus Nachbarpfarreien kommen, beim sonntäglichen Hauptgottesdienst ist die Teilnahme sehr groß; auch die Nachmittagsgottesdienste (Litanei) sind überaus gut besucht.“ Damals gehörten der neu gegründeten Pfarrei 700 Seelen an.
Zunächst war diese sehr eng auf das Gebiet des Marktes Langquaid begrenzt. Doch mussten aufgrund des Bevölkerungswachstums und der damit verbundenen Ausdehnung des Ortes zweckmäßigerweise auch Veränderungen am Pfarrsprengel vorgenommen werden. So wurde 1936 und 1994 die Grenze der Pfarrei jeweils um ein Stück nach Nordosten verschoben werden. Die Nachbarpfarrei Paring trat dazu jeweils einen kleinen Teil ihres Sprengels an Langquaid ab. Allerdings gehört heute immer noch nicht der ganze Markt Langquaid auch zur Pfarrei. Die Siedlung südlich der Abensberger Straße ist weiterhin der Pfarrei Sandsbach zugeordnet. Möglicherweise erfolgt hier in nächster Zeit eine neuerlich Anpassung des Pfarrsprengels.

### Baugeschichte

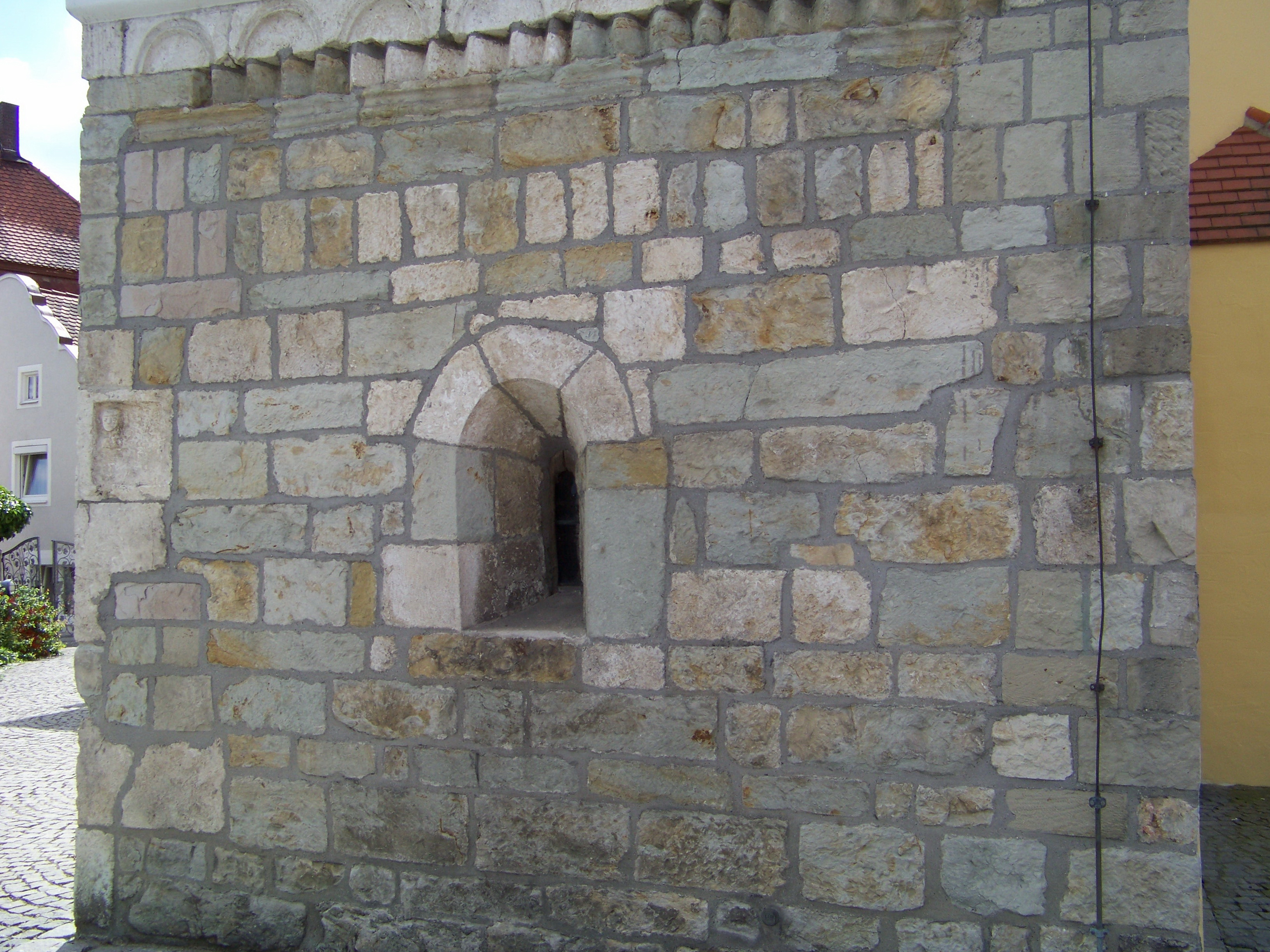
Romanischer Turmunterbau aus Hausteinquadern

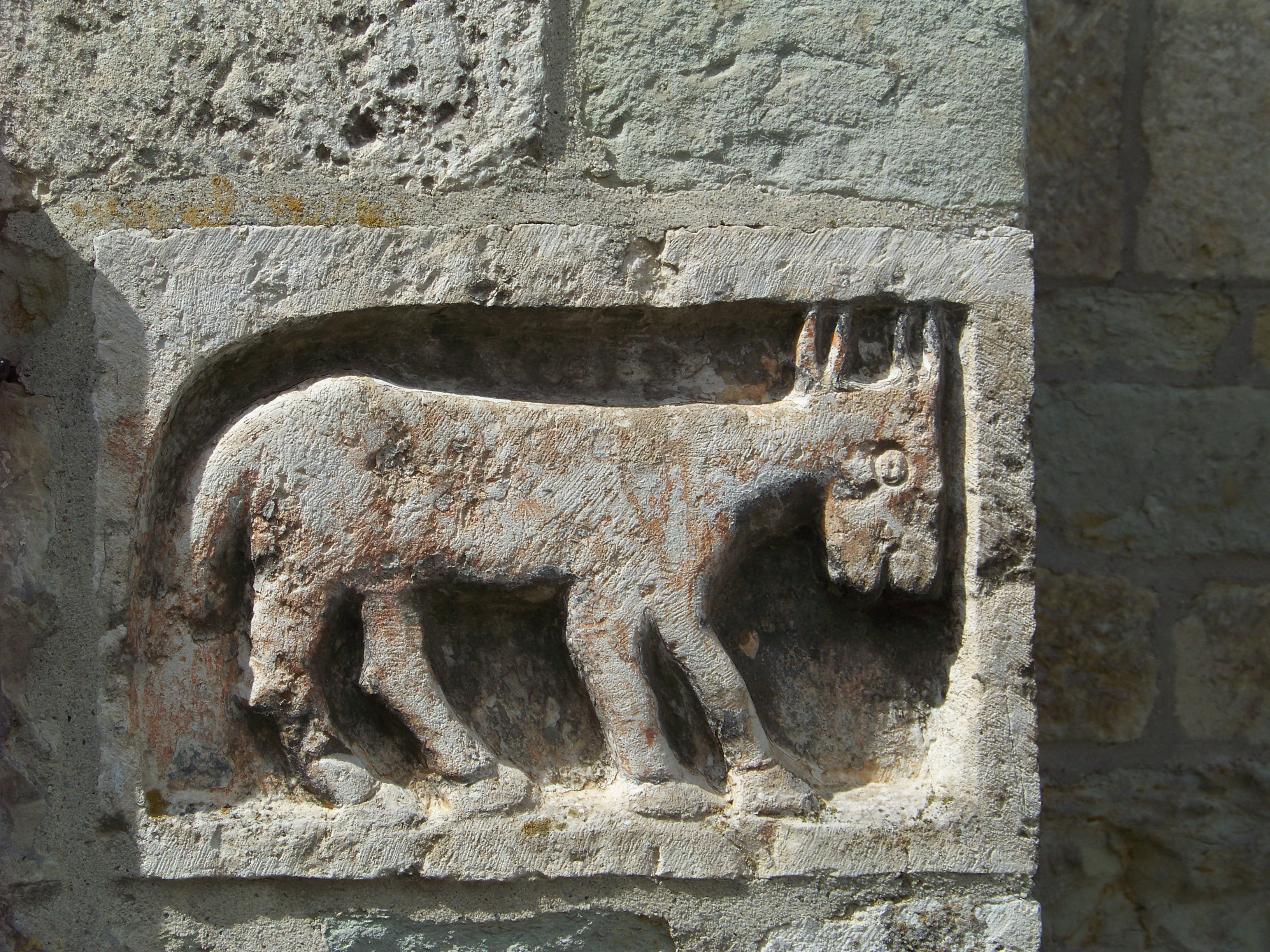
Frühgotisches Eselsrelief

#### Errichtung einer romanischen Kirche im 13. Jahrhundert
An der Stelle der Kirche St. Jakob stand zunächst wohl eine kleine Holzkapelle, über die aber nichts Genaueres bekannt ist. Um die Zeit der Markterhebung Langquaids im 13. Jahrhundert dürfte ein spätromanischer Steinbau entstanden sein, von dem noch Teile im Chor sowie im Turm erhalten sind. Einige Darstellungen aus dieser Zeit, die an dem Kirchenbau zu finden sind, geben bis heute Rätsel auf. So ist unklar, was das Eselsrelief an der südlichen Außenmauer des Chores und die menschliche Figur in einer Nische über der Sakristei zu bedeuten haben. Beide Werke sind dem frühgotischen Stil zuzuordnen und dürften etwa aus der Entstehung des ersten Kirchenbaus stammen. Auch die Bedeutung des eingemauerten Fratzenkopfes am Turm ist bis heute nicht geklärt.

#### Veränderungen im 15. Jahrhundert
Im 15. Jahrhundert, also in der Spätgotik, wurden größere Veränderungen an dem Kirchenbau vorgenommen. Das romanische Kirchenschiff wurde erhöht, im zeittypischen Stil eingewölbt und zum Chorraum umgestaltet. Daran ist in westlicher Richtung ein neues, deutlich größeres Langhaus angebaut.

#### Barockisierung um 1740
Um 1740 wurde die Anlage barockisiert und erhielt in weiten Teilen ihre heutige Gestalt. Vor allem der Innenraum wurde dem damaligen Zeitgeschmack am Übergang vom Spätbarock zum Rokokostil angepasst. Außerdem wurden die Chorbogen, die Fenster und das Südportal barock verändert, die heutige Sakristei angebaut und der Turm auf nunmehr 33 Meter erhöht. Der Säulenvorbau am Südportal dürfte dagegen bereits aus dem 17. Jahrhundert stammen.

#### Veränderungen im 20. und 21. Jahrhundert
In den Jahren 1901, 1929, 1950 und 1965 wurden jeweils Sanierungs- und Renovierungsarbeiten durchgeführt. Außerdem wurde 1917 das Langhaus nach Westen verlängert. Im Jahr 1974 drohte gar der Turm einzustürzen, doch es konnte innerhalb von sechs Monaten dessen Standfestigkeit wieder hergestellt werden. Von 1976 bis 1978 erfolgte eine dringend notwendige Trockenlegung des Mauerwerks. In dieser Zeit erfuhr auch der Innenraum durch die Herausnahme des oberen Emporengeschosses eine einschneidende Veränderung. Außerdem wurden die bemalten Fenster durch gewöhnliche Bleiglasfenster ausgetauscht. In den Jahren 1991/92 wurden bei einer weiteren Renovierungsmaßnahme vor allem der Außenputz und der Dachstuhl instand gesetzt. Damit verbunden war auch die anspruchsvolle Sanierung der Balken, die das Gewölbe von Langhaus und Chor tragen.
Im Jahr 2003 wurde das Langhaus abermals nach hinten erweitert. Dabei wurde fast die gesamte Rückwand der Kirche herausgebrochen und durch einen modernen, verglasten Anbau ersetzt. Dadurch können den Gottesdienstbesuchern 30 zusätzliche Sitzplätze sowie zahlreiche Stehplätze zur Verfügung gestellt werden. Diese Baumaßnahme wurde bereits im Hinblick auf die Verwirklichung größerer Seelsorgeeinheiten und die damit verbundene Streichung von Gottesdienstterminen getätigt. Außerdem wurde auch die Empore nach hinten erweitert, um die neue Orgel aufnehmen zu können, die in den Jahren 2003/04 von der Firma Thomas Jann Orgelbau errichtet wurde. Der „alte Teil“ der Empore steht nun gänzlich den Chorsängern zur Verfügung. Außerdem wurde im Rahmen dieser jüngsten Renovierungsmaßnahme die Farbgebung der Raumschale wieder dem Zustand unmittelbar nach der Barockisierung um 1740 angepasst und ein neues Beleuchtungskonzept verwirklicht.

## Architektur

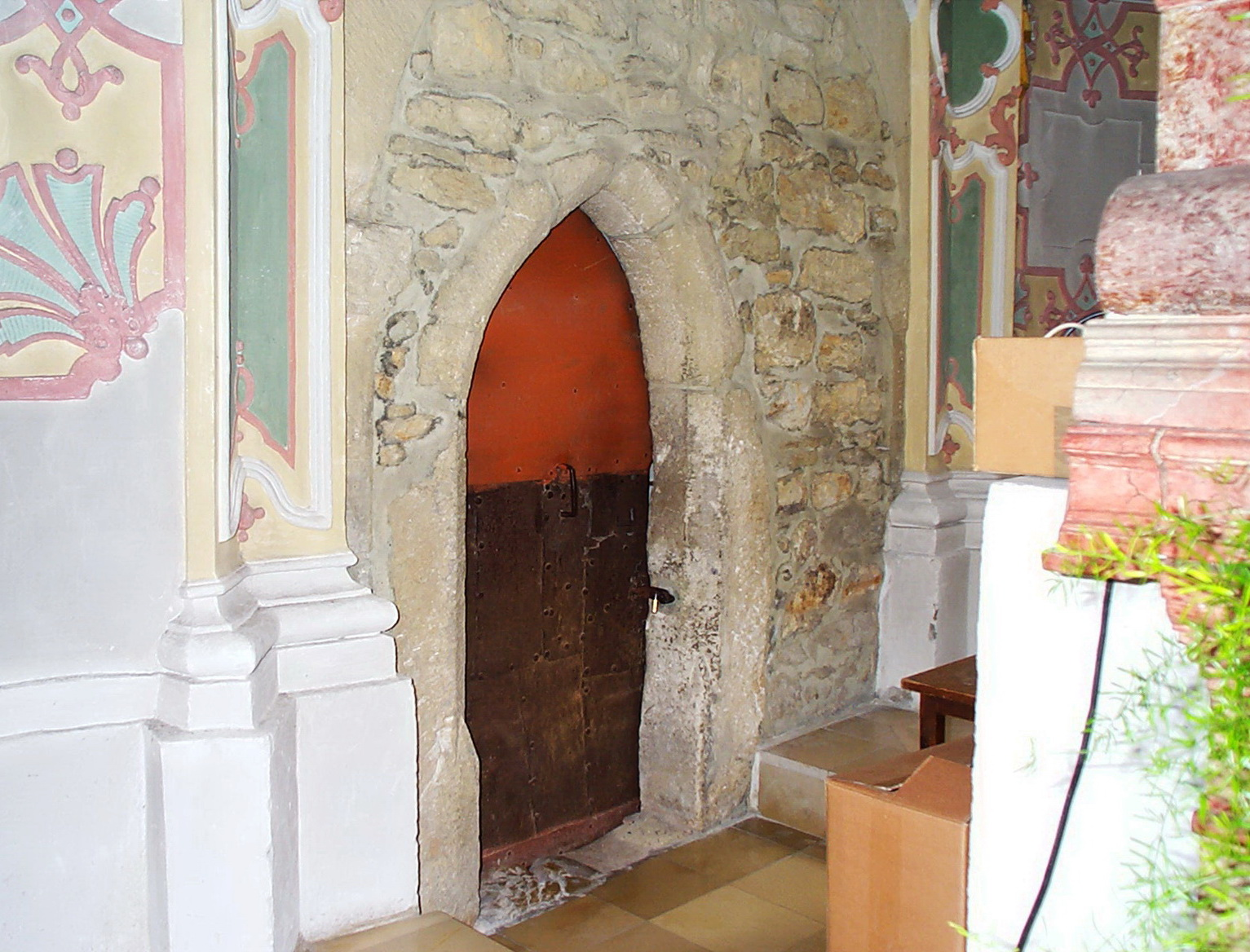
Zugang zum Chorscheitelturm, romanischer Chorbogen im Mauerwerk erkennbar

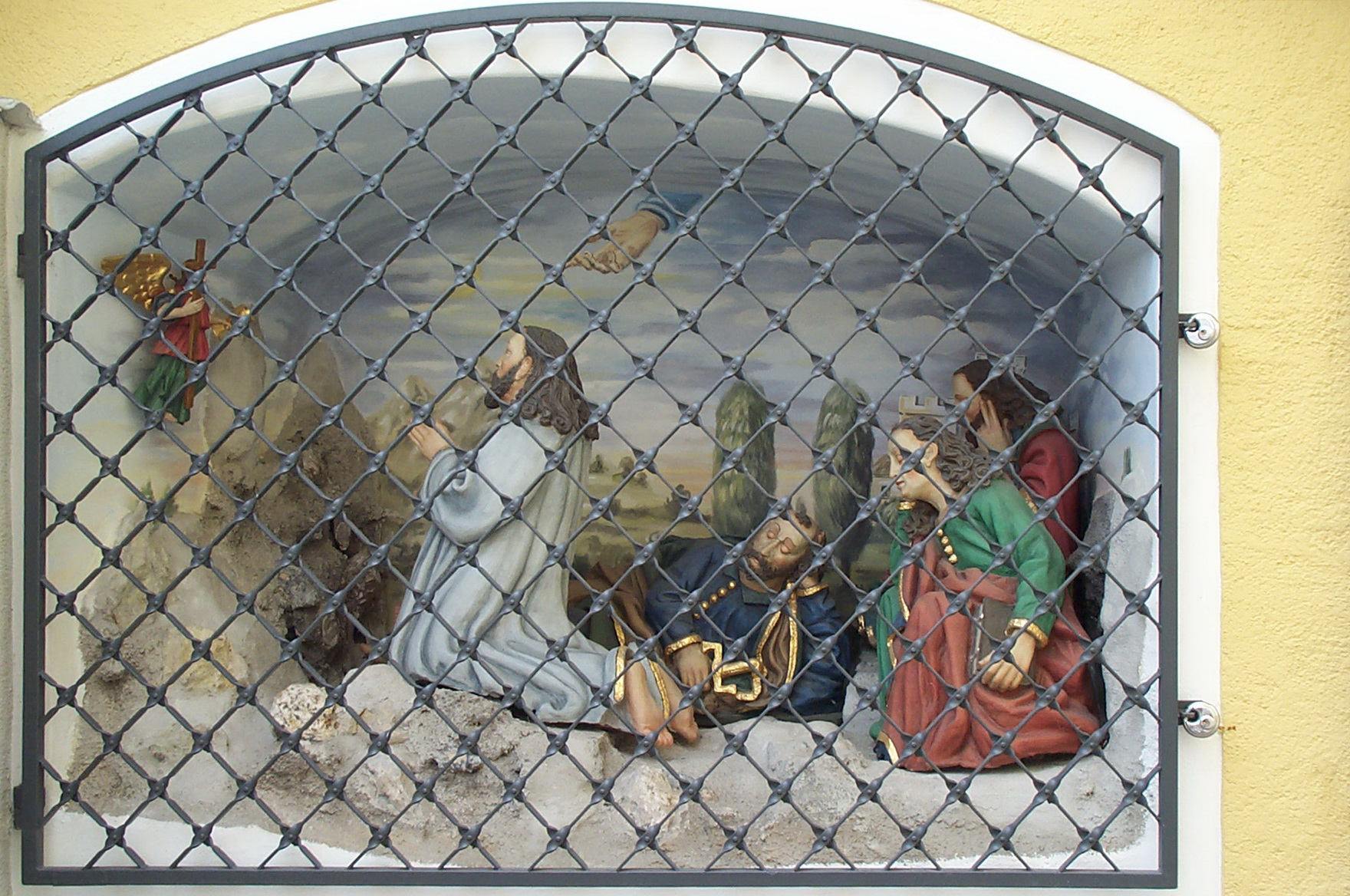
Ölberggruppe (1649)

### Außenbau
Der nach Osten ausgerichtete Kirchenbau, eine Saalkirche mit eingezogenem Chor, wirkt äußerlich schlicht, da die Fassade weitgehend ungegliedert ist. Eine Besonderheit ist der Chorscheitelturm, der noch von dem romanischen Kirchenbau herrührt. Darin war deren Presbyterium untergebracht; es handelte sich also um eine sogenannte Chorturmkirche. Hinter dem heutigen Hochaltar ist noch der ehemalige Chorbogen dieser romanischen Kirche zu sehen, der heute zum Großteil zugesetzt ist und eine spitzbogige Tür als Zugang zum Turm aufnimmt. Der Turmunterbau stammt noch aus der Zeit der Romanik, wie an dem Sockel aus Hausteinquadern, der von einem Gesims und einem Bogenfries abgeschlossen wird, ersichtlich ist. Außerdem ist die schießschartenähnliche, rundbogige Fensteröffnung ein typisch romanisches Stilmerkmal. Der übrige, gelb getünchte Turmunterbau wird von weißen Lisenen gegliedert. Die früheren Schallöffnungen sind heute zugesetzt. Oberhalb eines Gesimsbandes erhebt sich der achteckige Barockaufsatz, der von Rundbogenblenden und rundbogigen Schallöffnungen belebt wird. Den oberen Abschluss bildet seit der Barockzeit eine doppelt geschweifte Zwiebelhaube mit Wetterhahn.
An der Südseite des Chores ist die doppelgeschossige Sakristei angebaut, die sich im oberen Stockwerk zu einem Oratorium in das Presbyterium öffnet. Die beiden Kirchenportale befinden sich auf der Nord- und Südseite im jeweils fünften Joch von Osten. Das Südportal ist von einem Säulenvorbau aus dem 17. Jahrhundert eingefasst. Der moderne Anbau von 2003 auf der Westseite des Langhauses ist an der Nord- und Südseite komplett verglast und sorgt somit für eine deutlich bessere Beleuchtung im rückwärtigen Bereich des Langhauses. Die neue Rückwand der Kirche ist als schwach gekrümmter Bogen ausgeführt. An der Südwestecke der Kirche befindet sich in einem kleinen Anbau mit Flachsatteldach eine Ölberggruppe, die per Inschrift auf das Jahr 1649 datiert ist.

### Innenraum
Der Innenraum, bestehend aus dem sechsjochigen Langhaus und dem dreijochigen, dreiseitig geschlossenen Chor, besitzt seit der Barockisierung ein flaches Tonnengewölbe mit Stichkappen und wird durch flache Pilaster mit stark profiliertem Gebälk gegliedert. Im Chorraum befinden sich zwei Fresken der Krönung Mariens im Himmel (über dem Hochaltar) und der Verklärung des Herrn auf dem Berg Tabor (weiter gen Westen) aus der Zeit um 1740. Außerdem ist hier aufwändiger Stuck in Form von Blumengirlanden, Gitter-, Rank- und Blattwerk zu sehen. Im Kirchenschiff ist der Stuck deutlich reduziert, auffällig ist aber das Rokokomuschelwerk über den Fenstern, das einen Bezug zum Kirchenpatron Jakobus herstellt (Pilgermuschel). Das große Deckenfresko im Langhaus stammt aus der Zeit um 1900 und zeigt die Heilige Familie auf einer Wolke oberhalb des Marktes Langquaid. Bemerkenswert ist die Uhr am halbrunden Chorbogen, die Zifferblätter in beide Richtungen besitzt. Über dem Chorbogen befindet sich eine Kartusche mit der Inschrift „Das ist das Haus Gottes, / es ist die Pforte des Himmels“.

## Ausstattung

### Hochaltar
Der Hochaltar war ursprünglich eine originelle Schöpfung des frühen Rokoko aus der Zeit um 1740. Wahrscheinlich im Jahr 1859 wurde er durch einen neuromanischen Hochaltar ersetzt. Im Zuge der Renovierung 1901 wurde aber der vorherige Hochaltar unter Berücksichtigung der Angaben älterer Pfarrangehöriger nachgebaut. Der Altar im eigentlichen Sinn umfasst nur Mensa und Tabernakel. Der gesamte Aufbau ist in illusionistischer Manier als Trompe-l’œil auf die dahinterliegende Wand stuckiert. Die beiden Wandvorlagen im Chorschluss sind dabei die tragenden Säulen, auf denen ein kräftiges Gebälk mit Volutenaufsatz ruht. Auch der Baldachin über der Zentralfigur und die seitlichen Draperien, die von Engeln in die Höhe gerafft werden, sind lediglich stuckiert.
An zentraler Stelle befindet sich eine Figur des Kirchenpatrons Jakobus des Älteren mit Mantel, Pilgerhut und Pilgerstab vor einem Strahlenkranz, flankiert von zwei Engelsfiguren. Darunter ist der stattliche Tabernakel angeordnet, der zwei gewundene Säulchen auf Volutenkonsolen besitzt und von geschweiftem Gebälk überspannt wird. Zwischen beiden Säulchen befindet sich die Aussetzungsnische. Diese wird seitlich von zwei Figurennischen eingerahmt, die mit Voluten bekrönt sind und Holzbüsten der Heiligen Wolfgang von Regensburg und Valentin von Rätien, der Patrone der Diözesen Regensburg und Passau, enthalten.

### Gotisches Sakramentshäuschen
Eine weitere Besonderheit ist das gotische Sakramentshäuschen an der nördlichen Chorwand, das auf die Mitte des 15. Jahrhunderts datiert wird. Man fand es 1906 als Füllmaterial im Unterbau des Hochaltares. Das etwa 76 auf 56 Zentimeter große Sandsteingebilde ist aus einem Stück gehauen und weist heute deutlich erkennbare Beschädigungen auf. Spuren einer reichen farblichen Fassung und einer früheren Vergoldung sind aber noch gut erkennbar. Die rechteckige Sakramentsnische wird von zwei Engeln mit Spruchbändern flankiert, die unter Baldachinen angeordnet sind. Auch ein Relief das Hauptes Christi auf dem Schweißtuch der Veronika ist gut erhalten. Eine „kopflose“ Marienfigur, begleitet von einem Engel, soll wohl die Verkündigungsszene darstellen. Auch eine Heilig-Geist-Taube, die beiden Säulchen, die mittig angeordnete Kreuzblume und vier Kriechblumen sind nicht frei von Beschädigungen.

### Seitenaltäre
Die beiden Seitenaltäre links und rechts des Chorbogens stammen aus der Zeit der Barockisierung um 1740. Sie besitzen jeweils zwei gewundene Säulen und zwei Pilaster, die eine Muschelnische mit der Hauptfigur einrahmen und ein stark verkröpftes Gebälk tragen. Auf diesem ruht ein Volutenaufsatz mit einem ovalen Auszugsbild. Den oberen Abschluss bildet jeweils ein heiliges Herz als Symbol der brennenden Liebe zu Gott; dahinter befinden sich jeweils Gewölk und ein Strahlenkranz.
Der nördliche (linke) Seitenaltar (Marienaltar) zeigt eine bekrönte Figur der Patrona Bavariae mit Jesuskind, in Bezug auf den Faltenwurf des Kleides eine hervorragende Arbeit aus der zweiten Hälfte des 17. Jahrhunderts. In dem Medaillon im Auszug ist der heilige Sebastian dargestellt. Auf der Mensa befindet sich ein Reliquienschrein mit Gebeinen der Katakombenheiligen Laurentia. In der Mitte des Schreines befindet sich ein über 1500 Jahre altes Glasfläschchen mit eingetrocknetem Blut der Märtyrerin aus dem 1. Jahrhundert nach Christus. Im Jahr 1906 wurde der Leichnam neu bekleidet, die Ledertapeten an der Innenwand des Schreins blieben dabei erhalten. Auf dem Schrein stehen zwei Halbfiguren der Heiligen Notburga (links) und Thekla (rechts).
Der südliche (rechte) Seitenaltar (Herz-Jesu-Altar) enthält in der zentralen Nische eine Herz-Jesu-Figur im Nazarenerstil aus dem Jahr 1901. Zuvor war an deren Stelle ein Altarblatt der heiligen Mutter Anna mit Maria als „Lilienreine“ und deren Vater Joachim angeordnet. Dieses hängt heute über dem nördlichen Seitenportal. Im Oberbild findet sich eine Darstellung der heiligen Barbara. Auf der Mensa steht ein reich verzierter Holztabernakel mit zwei gewundenen Säulchen und vergoldeten Türchen, dessen Aufsatz von zwei holzgeschnitzten Ziervasen flankiert wird. Daneben sind zwei markante, dreiecksförmige Reliquiare aufgestellt, die mit Silber beschlagen sind. Sie sollen Überreste von dreißig Heiligen enthalten.

### Kanzel
Auch die Kanzel, die im dritten Langhausjoch auf der Nordseite angebracht ist, entstand Mitte des 18. Jahrhunderts im Stile des frühen Rokoko. Sie verfügt über einen polygonalen, sich nach oben hin verjüngenden Kanzelkorb mit Sitzfiguren der vier Evangelisten mit ihren Attributen: Matthäus mit dem Kopf eines Menschen, Markus mit dem Löwen, Lukas mit Stierkopf und Johannes mit dem Adler. Die mit seitlichem Rankwerk verzierte Rückwand trägt ein Christusmonogramm. Auf dem Schalldeckel schwingen sich Voluten zu einem Podest auf, das die Figur eines Pelikans als Symbol für den Opfertod Christi trägt.

### Übrige Ausstattung
Neben dem Hochaltar befinden sich in zwei Mauernischen Figuren der Heiligen Augustinus und Emmeram auf Konsolen. An zwei gegenüberliegenden Wandpfeilern im Chorraum sind – ebenfalls auf Konsolen – Marienfiguren angebracht. Auf der Südseite (rechte Chorseite) ist eine gotische Madonna mit Kind zu sehen, die auf die Zeit um 1430 datiert wird. Die Figur wurde wohl in der Barockzeit bekrönt. Bemerkenswert ist der detailgetreu dargestellte Faltenwurf des Kleides. Gegenüber auf der Nordseite (linke Chorseite) befindet sich eine Figur der Immaculata auf der Weltkugel, die gemäß den Angaben in der Offenbarung des Johannes einen Heiligenschein mit zwölf Sternen besitzt und von einem Strahlenkranz hinterfangen ist. Sie war ein Geschenk der Mutterpfarrei Sandsbach an den ersten Langquaider Pfarrer Joseph Fritz.
Betritt man die Kirche durch das südliche Seitenportal, so befindet sich unmittelbar rechter Hand eine Figur aus dem 18. Jahrhundert, die den Christus in der Rast mit Leidenswerkzeugen darstellt. Zwischen dem nördlichen Beichtstuhl und dem Marienaltar ist in eine Mauernische eine Pietà aus der Zeit um 1420 als Holzrelief eingelassen. Gegenüber der Kanzel ist ein großes Kruzifix aus dem 17. Jahrhundert angebracht. Es handelt sich um ein Triumphkreuz mit Engelsköpfen an den Enden der Kreuzesarme. Zu Füßen des Gekreuzigten befindet sich außerdem eine Figur der Mater Dolorosa. Die Kreuzwegtafeln dürften aus der Zeit um 1800 stammen.

### Orgel
Im Jahr 1922 erhielt die Pfarrkirche eine Orgel des Plattlinger Orgelbauers Michael Weise mit insgesamt 10 Registern auf zwei Manualen und Pedal. Diese wurde um 1955 durch ein neues, deutlich größeres Instrument des Regensburgers Eduard Hirnschrodt ersetzt. Dieses umfasste insgesamt 19 Register auf zwei Manualen und Pedal, einen freistehenden Spieltisch und einen Freipfeifenprospekt. Das Kegelladeninstrument besaß elektrische Spiel- und Registertrakturen. Aufgrund der störanfälligen Technik bestand um die Jahrtausendwende der dringende Wunsch nach einer neuen Orgel. Diese wurde im Kontext der Langhaus- und Emporenerweiterung von 2003 konzipiert und bei dem Orgelbauer Thomas Jann aus Allkofen bei Laberweinting in Auftrag gegeben. Es besitzt insgesamt 21 Register auf zwei Manualen und Pedal. Die Spieltrakturen sind mechanisch, die Registertrakturen elektrisch ausgeführt. Durch den wiederum freistehenden Spieltisch hat der Organist die Möglichkeit, während des Spielens den Chor zu führen. Die Orgel wurde am 18. April 2004 von dem emeritierten Regensburger Bischof Manfred Müller geweiht.
| I Manual C–g3 |              |       |
| 1.            | Principal    | 8′    |
| 2.            | Salicional   | 8′    |
| 3.            | Octav        | 4′    |
| 4.            | Kleingedeckt | 4′    |
| 5.            | Waldflöte    | 2′    |
| 6.            | Mixtur IV    | 1 ⁄3′ |
| 7.            | Trompete     | 8′    |

| II Manual C–g3 |                |      |
| 8.             | Spitzgamba     | 8′   |
| 9.             | Gedackt        | 8′   |
| 10.            | Nachthorn      | 4′   |
| 11.            | Harfenpfeife   | 4′   |
| 12.            | Gemshorn       | 2′   |
| 13.            | Terzcymbel III | 2⁄3′ |
| 14.            | Schalmey-Oboe  | 8′   |
|                | Tremulant      |      |

| Pedal C–f1 |                 |       |
| 15.        | Subbaß          | 16′   |
|            | Zartbaß         | 16′   |
| 17.        | Principalbaß    | 8′    |
| 18.        | Choralflöte     | 4′    |
| 19.        | Rauschpfeife IV | 2 ⁄3′ |
| 20.        | Posaune         | 16′   |

- Koppeln: II/I, Sub II/I, I/P, II/P

| I Hauptwerk C–g3 |             |        |
| 1.               | Principal   | 8′     |
| 2.               | Copel       | 8′     |
| 3.               | Octave      | 4′     |
| 4.               | Blockflöte  | 4′     |
| 5.               | Quinte      | 2 ⁄3′  |
| 6.               | Superoktave | 2′     |
| 7.               | Terz        | 1 3⁄5′ |
| 8.               | Mixtur IV   | 1 ⁄3′  |
| 9.               | Trompete    | 8′     |
|                  | Tremulant   |        |

| II Schwellwerk C–g3 |               |    |
| 10.                 | Rohrflöte     | 8′ |
| 11.                 | Salicional    | 8′ |
| 12.                 | Vox coelestis | 8′ |
| 13.                 | Traversflöte  | 4′ |
| 14.                 | Fugara        | 4′ |
| 15.                 | Querflöte     | 2′ |
| 16.                 | Mixtur III    | 1' |
| 17.                 | Oboe          | 8′ |
|                     | Tremulant     |    |

| Pedal C–f1 |           |     |
| 18.        | Subbass   | 16′ |
| 19.        | Oktavbass | 8′  |
| 20.        | Bassflöte | 8′  |
| 21.        | Fagott    | 16′ |

- Koppeln: II/I, I/P, II/P
- Spielhilfen: 4 × 64 Kombinationen

## Bildergalerie

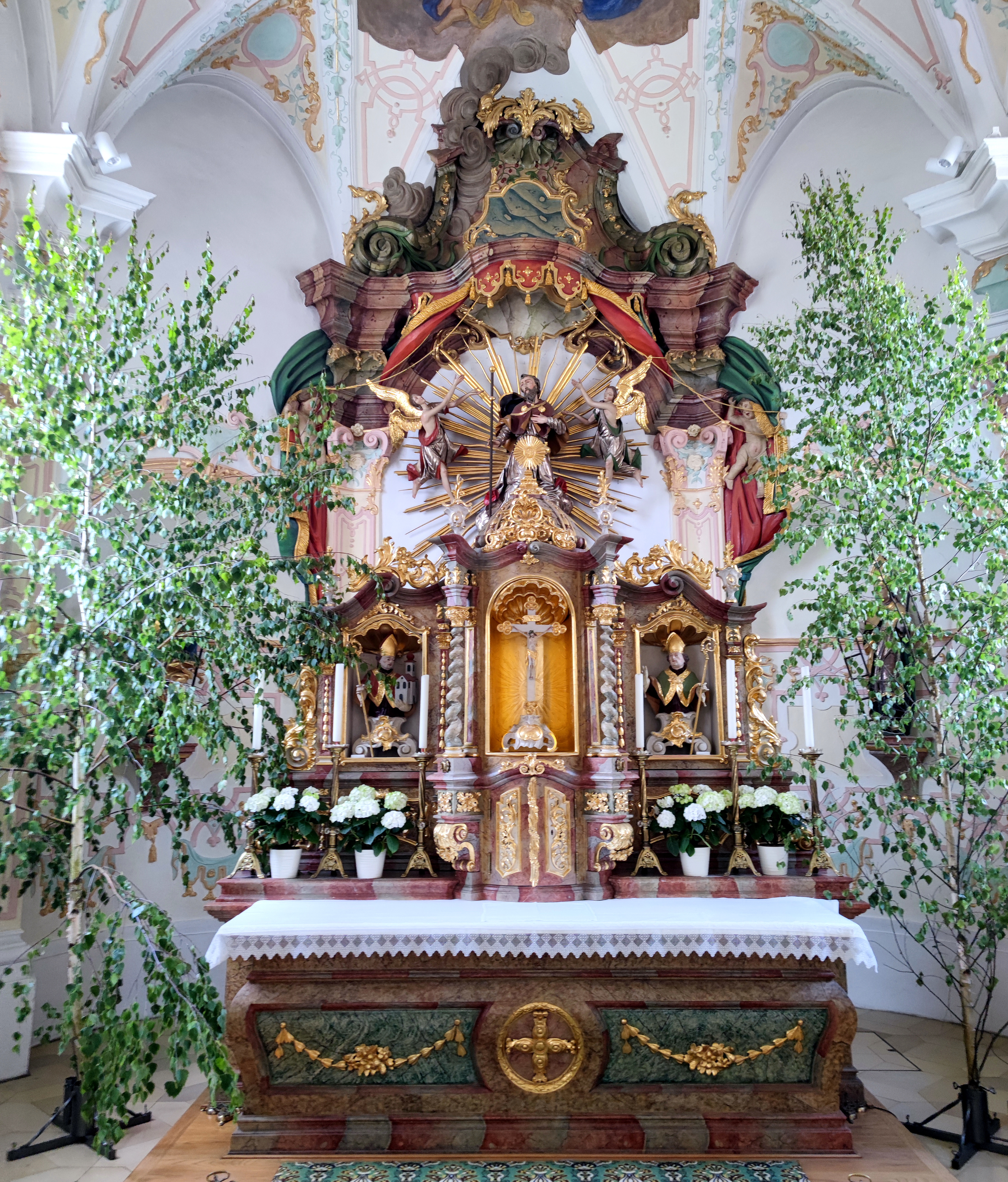
Hochaltar (um 1740, nachgebaut 1901)
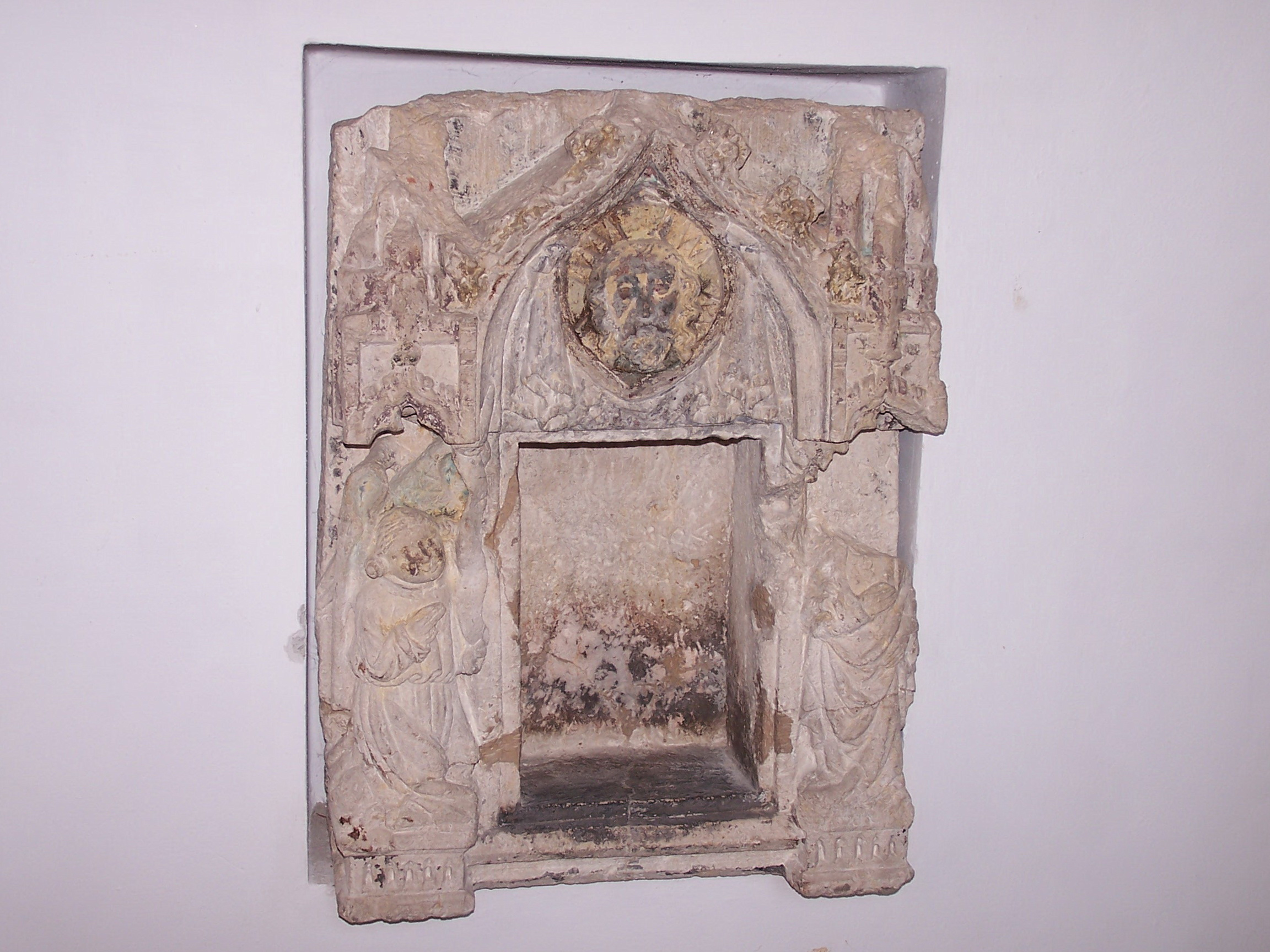
Gotisches Sakramentshäuschen
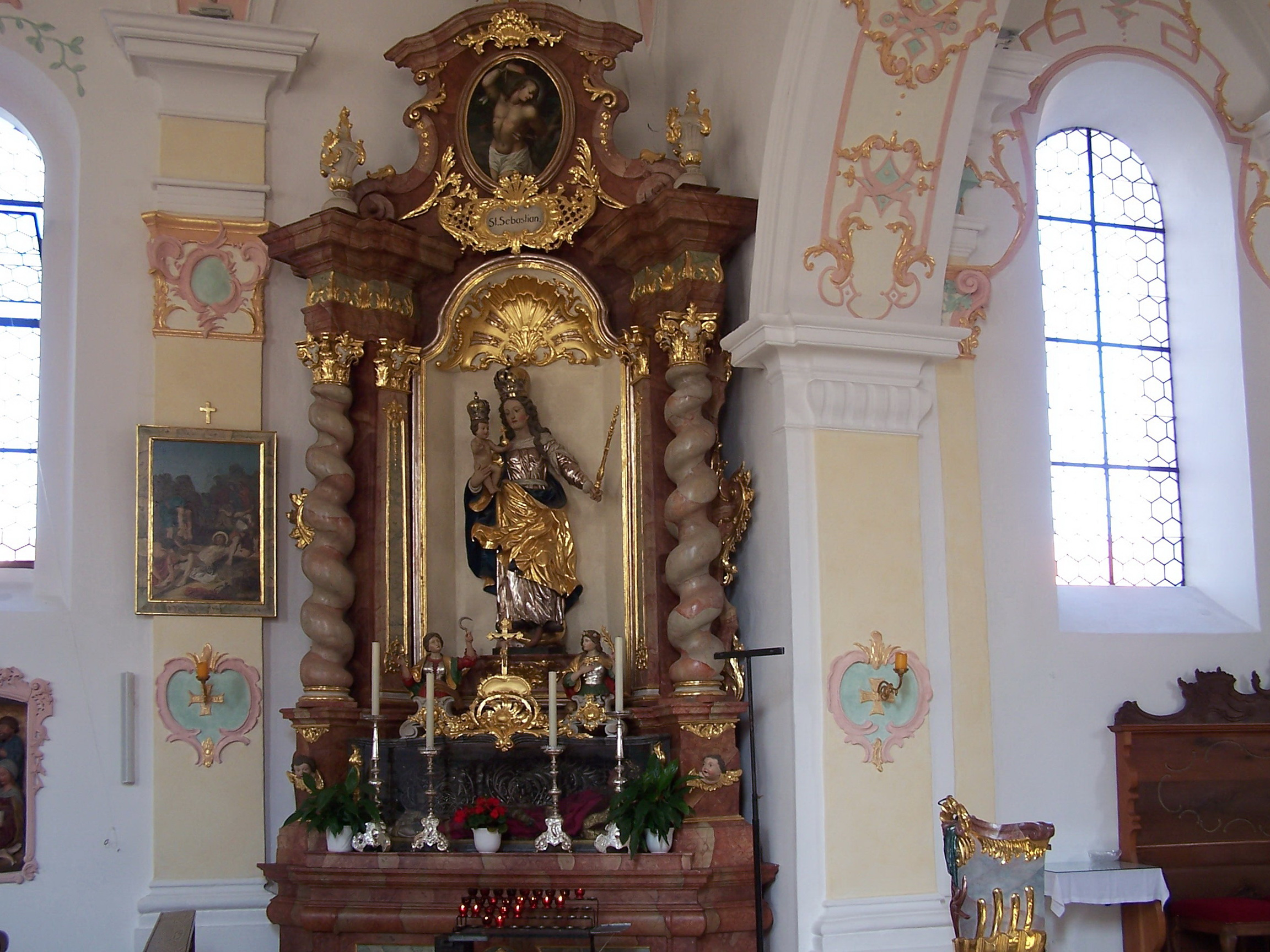
Linker Seitenaltar (um 1740)
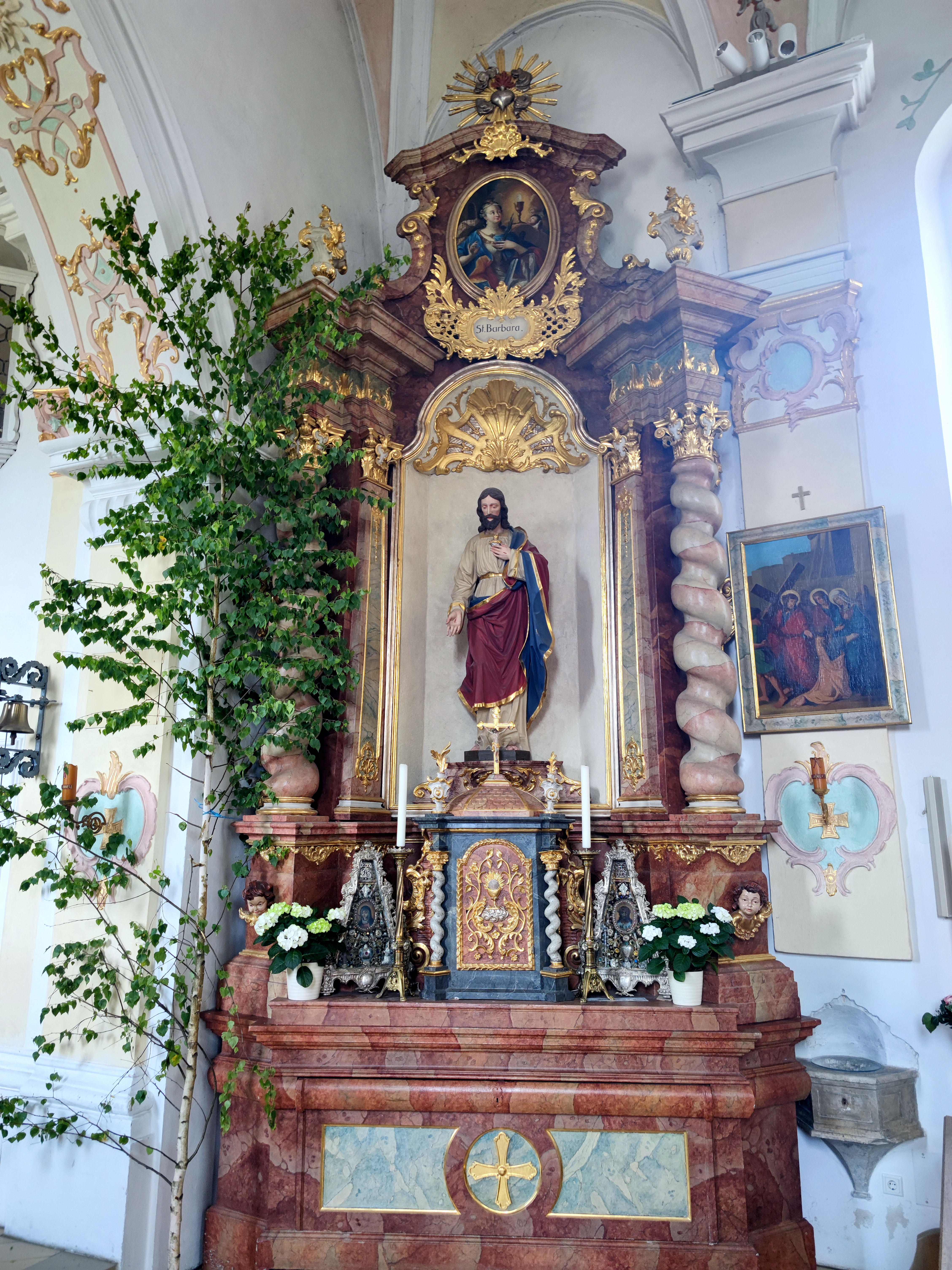
Rechter Seitenaltar (um 1740)
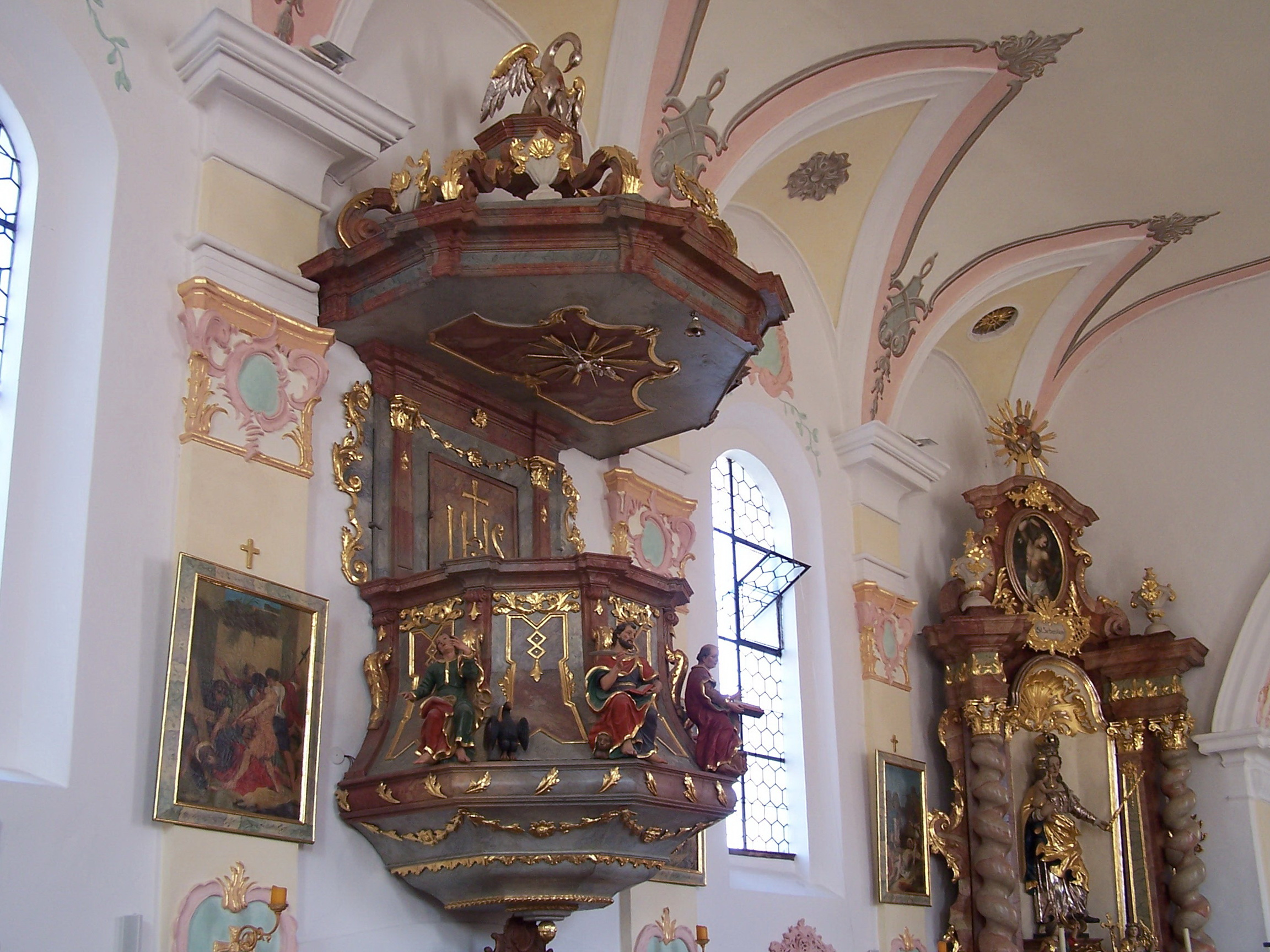
Kanzel (um 1740)
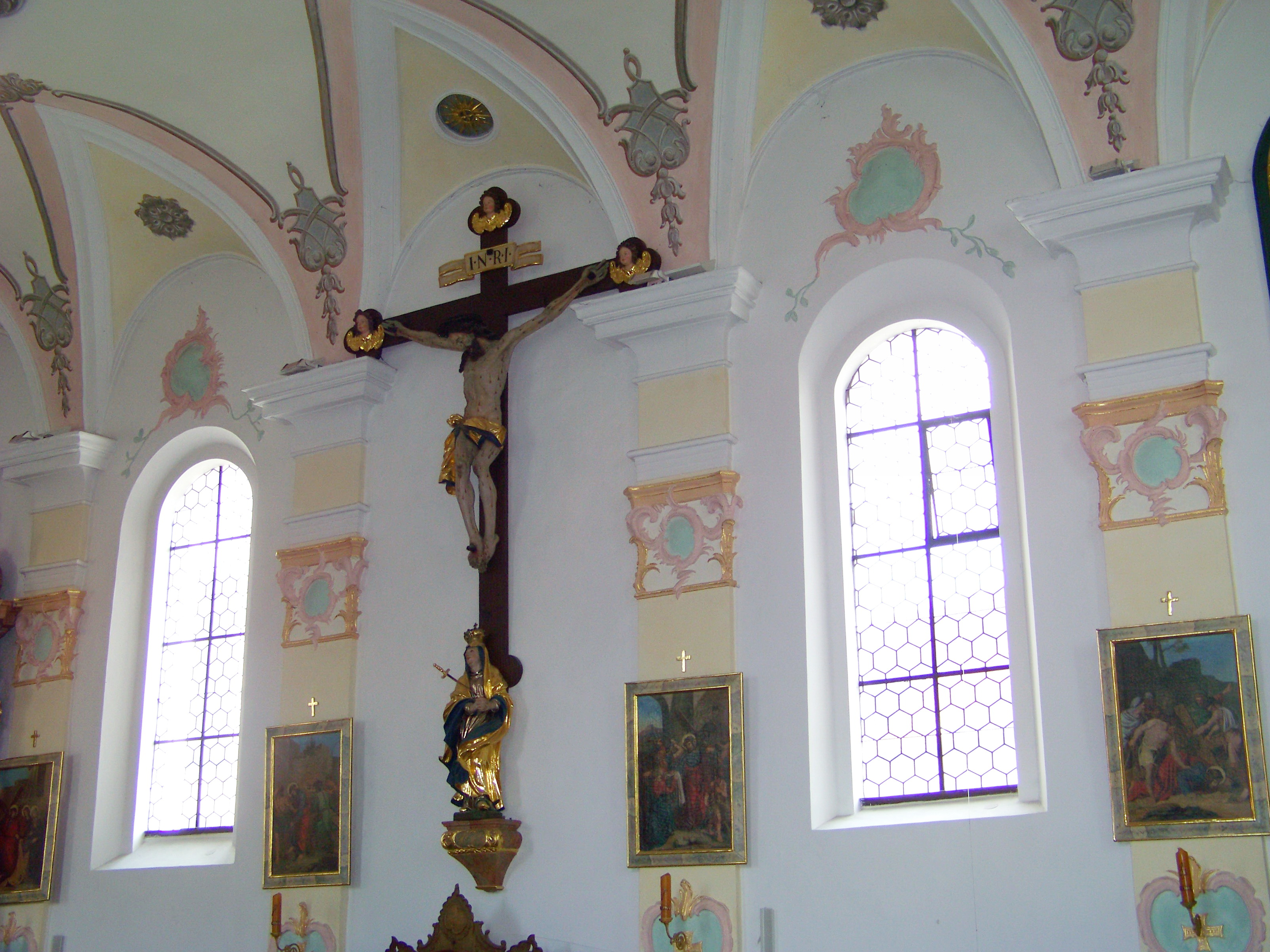
Kruzifix mit Mater Dolorosa
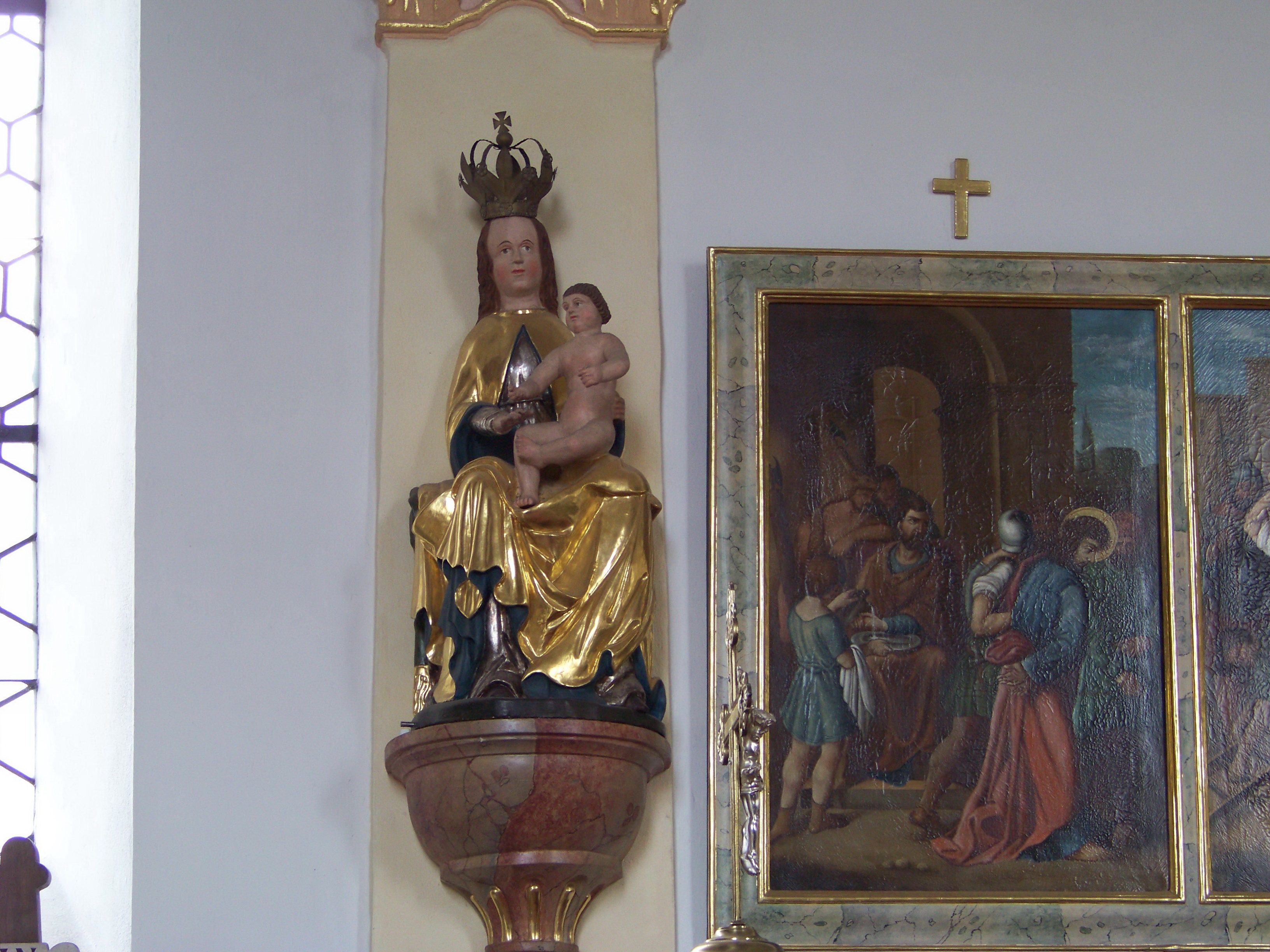
Gotische Madonna mit Kind (um 1430), daneben eine der Kreuzwegtafeln
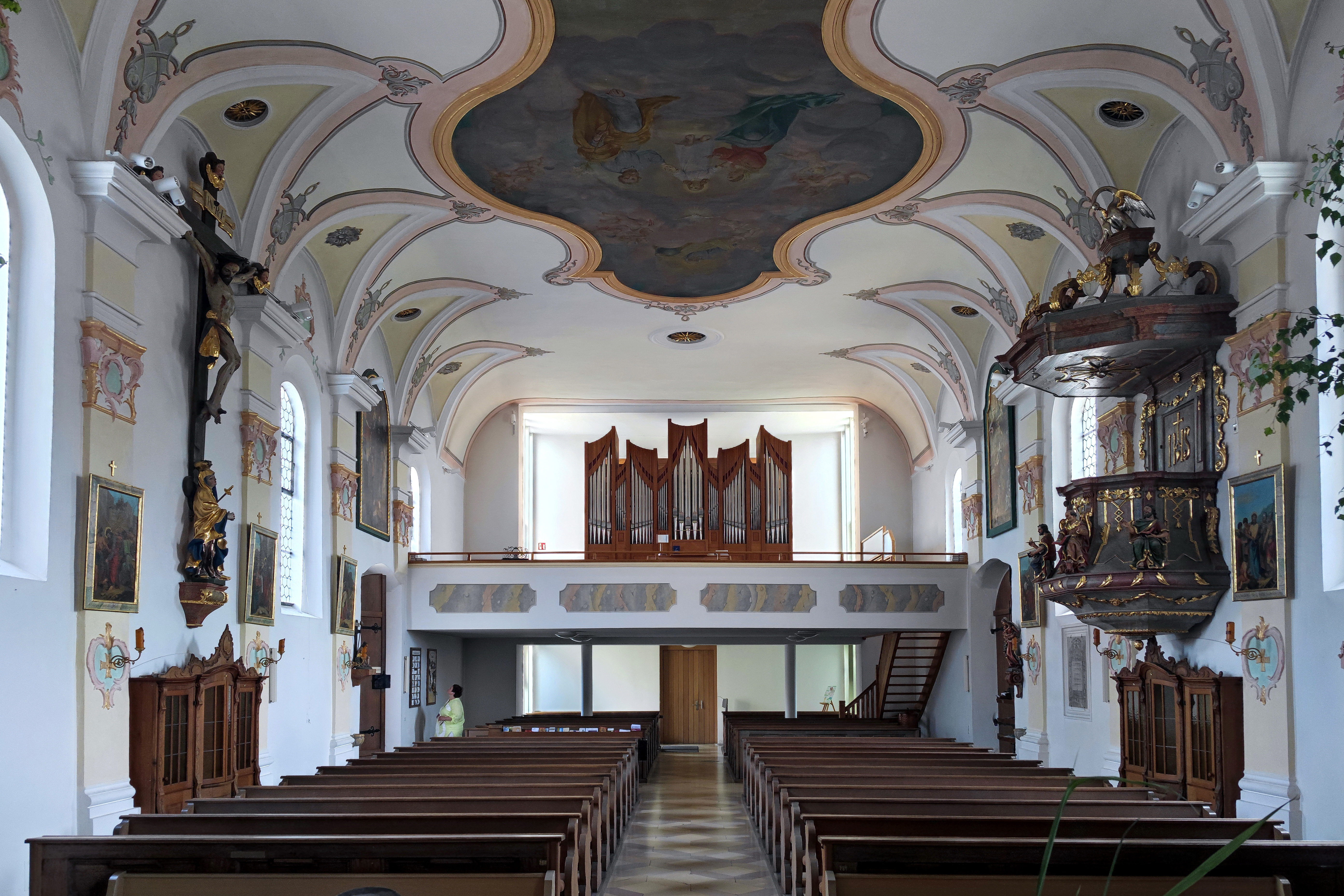
Blick durch das Langhaus zur Orgel

## Umgebung
Nördlich des Langhauses befindet sich auf dem Gelände des ehemaligen Friedhofs die sogenannte Seelenkapelle, die um 1735 errichtet wurde. Es handelt sich um einen kleinen, rechteckigen Satteldachbau mit zwei Fensterachsen und Kreuzgewölbe im Innenraum. Die Kapelle wurde während der Barockisierung um 1740 als „Notkirche“ genutzt und dann bis 1975 als Leichenhaus. 1948 wurde das Hochaltarblatt aus der Kapelle aus der Zeit um 1700 über dem Südportal der Pfarrkirche angebracht. Es zeigt ein von Engeln getragenes Bildnis der Mutter Gottes über dem damaligen Markt und der Pfarrkirche von Langquaid, noch mit gotischem Turm. Außerdem sind der damalige Bürgermeister (mit Halskrause), die Geistlichkeit und einige Bürger dargestellt. An den Außenmauern der Kapelle und an der ehemaligen Friedhofsmauer sind zahlreiche Grabdenkmäler aus dem 17. bis 19. Jahrhundert erhalten.